# Resolución 171 del Consejo de Seguridad de las Naciones Unidas
El Consejo hizo un llamado a ambos partidos para que llevaran a cabo sus obligaciones de acuerdo a las resoluciones de la ONU, la Carta de las Naciones Unidas y lo estipulado en el armisticio árabe-israelí de 1949, además de cooperar con el Jefe de Personal. También se le hicieron recomendaciones al Jefe de Personal para que fortaleciera al ONUVT.[cita requerida]
Texto de la Resolución en UN.org (enlace roto disponible en Internet Archive; véase el historial, la primera versión y la última).
La La resolución 171 del Consejo de Seguridad de las Naciones Unidas fue aprobada el 9 de abril de 1962. Luego de un reporte del Jefe de Personal del Organismo de las Naciones Unidas para la Vigilancia de la Tregua (ONUVT) en Palestina sobre actividades militares desarrolladas en el Lago Tiberíades, junto con declaraciones de voceros de Israel y Siria, el Consejo condenó la actuación de ambos partidos y determinó que Israel había cometido una violación flagrante a las resoluciones de las Naciones Unidas.
El Consejo hizo un llamado a ambos partidos para que llevaran a cabo sus obligaciones de acuerdo a las resoluciones de la ONU, la Carta de las Naciones Unidas y lo estipulado en el armisticio árabe-israelí de 1949, además de cooperar con el Jefe de Personal. También se le hicieron recomendaciones al Jefe de Personal para que fortaleciera al ONUVT.
La resolución se aprobó con diez votos. Francia se abstuvo.